# Итоговый турнир WTA 2011 — парный турнир
Американки Лиза Реймонд и Лизель Хубер — победительницы турнира.
Прошлогодние чемпионки — аргентинка Жисела Дулко и итальянка Флавия Пеннетта защищали титул, однако уступили уже на старте.

## Общая информация
Состав турнира-2011 на 7/8 повторяет состав турнира-2010. Единственной теннисисткой не игравшей на итоговом год назад была Лизель Хубер. Три из четырёх пар приезжают на подобный турнир второй год подряд.
Ярослава Шведова и Ваня Кинг второй год подряд встречаются в первом круге с первой парой посева.
Квета Пешке и Катарина Среботник второй год подряд уступают в финале турнира паре, с участием первой ракетки мира по итогам этого сезона.

## Посев
| 1. Квета Пешке / Катарина Среботник (Финал) 2. Лизель Хубер / Лиза Реймонд (Титул) | 1. Ярослава Шведова / Ваня Кинг (Полуфинал) 2. Жисела Дулко / Флавия Пеннетта (Полуфинал) |

## Сетка

### Используемые сокращения
- Q (англ. qualifier, дословно — квалифицировавшийся) — победитель квалификационного турнира.
- WC (англ. wild card, уайлд-кард) — специальное приглашение от организаторов.
- LD (англ. last direct acceptance, последний прямой допуск) — игрок, находящийся последним в списке участников, попадающих напрямую в основную сетку.
- LL (англ. lucky loser, лаки-лузер) — игрок с наивысшим рейтингом из проигравших в финальном раунде квалификации, приглашённый в качестве замены поздно снявшегося игрока основной сетки.
- Rt (англ. retired, дословно — снявшийся) — отказ игрока от продолжения игры по ходу матча.
- W/O (англ. walkover, дословно — проход) — выигрыш на невыходе соперника на игру.
- SE (англ. special exempt) — специальный допуск. Используется для игроков, которые удачно сыграли на неделе, предшествовавшей турниру, и потому не могли участвовать в квалификации.
- SR (англ. special rating) — специальный рейтинг. Даётся игроку, получившему травму и выбывшему из тура не менее чем на 6 месяцев и до двух лет. В этом случае его рейтинг на время лечения травмы «замораживается» и затем после возвращения, он имеет право заявляться на несколько турниров (определяется регламентом тура), чтобы попадать на турниры своего уровня.
- PR (англ. protected ranking, дословно — защищённый рейтинг). Используется для допуска в турнир игроков, пропустивших долгое время из-за травмы и опустившихся в рейтинге.
- ALT (англ. alternate) — альтернативный игрок в сетке (замена кого-то из поздно снявшихся с турнира).
- S (англ. suspended, дословно — отложен) — матч приостановлен из-за дождя или темноты.
- D (англ. defaulted) — один из спортсменов снят с турнира за неспортивное поведение.

### Финальные раунды
|  | Полуфиналы | Полуфиналы                     | Полуфиналы                     | Полуфиналы                     | Полуфиналы                     | Полуфиналы                     | Полуфиналы                     | Полуфиналы | Полуфиналы | Полуфиналы |   |                                | Финал                          | Финал                          | Финал                          | Финал                          | Финал                          | Финал                     | Финал                     | Финал | Финал | Финал |
|  |            |                                |                                |                                |                                |                                |                                |            |            |            |   |                                |                                |                                |                                |                                |                                |                           |                           |       |       |       |
|  | 1          | Квета Пешке Катарина Среботник | Квета Пешке Катарина Среботник | Квета Пешке Катарина Среботник | Квета Пешке Катарина Среботник | Квета Пешке Катарина Среботник | Квета Пешке Катарина Среботник | 6          | 6          |            |   |                                |                                |                                |                                |                                |                                |                           |                           |       |       |       |
|  | 1          | Квета Пешке Катарина Среботник | Квета Пешке Катарина Среботник | Квета Пешке Катарина Среботник | Квета Пешке Катарина Среботник | Квета Пешке Катарина Среботник | Квета Пешке Катарина Среботник | 6          | 6          |            |   |                                |                                |                                |                                |                                |                                |                           |                           |       |       |       |
|  | 3          | Ваня Кинг Ярослава Шведова     | Ваня Кинг Ярослава Шведова     | Ваня Кинг Ярослава Шведова     | Ваня Кинг Ярослава Шведова     | Ваня Кинг Ярослава Шведова     | Ваня Кинг Ярослава Шведова     | 3          | 4          |            |   |                                |                                |                                |                                |                                |                                |                           |                           |       |       |       |
|  |            |                                |                                |                                |                                |                                |                                |            |            |            | 1 | Квета Пешке Катарина Среботник | Квета Пешке Катарина Среботник | Квета Пешке Катарина Среботник | Квета Пешке Катарина Среботник | Квета Пешке Катарина Среботник | Квета Пешке Катарина Среботник | 4                         | 4                         |       |       |       |
|  |            |                                |                                |                                |                                |                                |                                |            |            |            | 1 | Квета Пешке Катарина Среботник | Квета Пешке Катарина Среботник | Квета Пешке Катарина Среботник | Квета Пешке Катарина Среботник | Квета Пешке Катарина Среботник | Квета Пешке Катарина Среботник | 4                         | 4                         |       |       |       |
|  |            |                                |                                |                                |                                |                                |                                |            |            |            |   |                                | 2                              | Лизель Хубер Лиза Реймонд      | Лизель Хубер Лиза Реймонд      | Лизель Хубер Лиза Реймонд      | Лизель Хубер Лиза Реймонд      | Лизель Хубер Лиза Реймонд | Лизель Хубер Лиза Реймонд | 6     | 6     |       |
|  | 4          | Жисела Дулко Флавия Пеннетта   | Жисела Дулко Флавия Пеннетта   | Жисела Дулко Флавия Пеннетта   | Жисела Дулко Флавия Пеннетта   | Жисела Дулко Флавия Пеннетта   | Жисела Дулко Флавия Пеннетта   | 6          | 3          | [7]        |   |                                | 2                              | Лизель Хубер Лиза Реймонд      | Лизель Хубер Лиза Реймонд      | Лизель Хубер Лиза Реймонд      | Лизель Хубер Лиза Реймонд      | Лизель Хубер Лиза Реймонд | Лизель Хубер Лиза Реймонд | 6     | 6     |       |
|  | 4          | Жисела Дулко Флавия Пеннетта   | Жисела Дулко Флавия Пеннетта   | Жисела Дулко Флавия Пеннетта   | Жисела Дулко Флавия Пеннетта   | Жисела Дулко Флавия Пеннетта   | Жисела Дулко Флавия Пеннетта   | 6          | 3          | [7]        |   |                                |                                |                                |                                |                                |                                |                           |                           |       |       |       |
|  | 2          | Лизель Хубер Лиза Реймонд      | Лизель Хубер Лиза Реймонд      | Лизель Хубер Лиза Реймонд      | Лизель Хубер Лиза Реймонд      | Лизель Хубер Лиза Реймонд      | Лизель Хубер Лиза Реймонд      | 4          | 6          | [10]       |   |                                |                                |                                |                                |                                |                                |                           |                           |       |       |       |
|  | 2          | Лизель Хубер Лиза Реймонд      | Лизель Хубер Лиза Реймонд      | Лизель Хубер Лиза Реймонд      | Лизель Хубер Лиза Реймонд      | Лизель Хубер Лиза Реймонд      | Лизель Хубер Лиза Реймонд      | 4          | 6          | [10]       |   |                                |                                |                                |                                |                                |                                |                           |                           |       |       |       |
|  |            |                                |                                |                                |                                |                                |                                |            |            |            |   |                                |                                |                                |                                |                                |                                |                           |                           |       |       |       |